# Carey A. Trimble

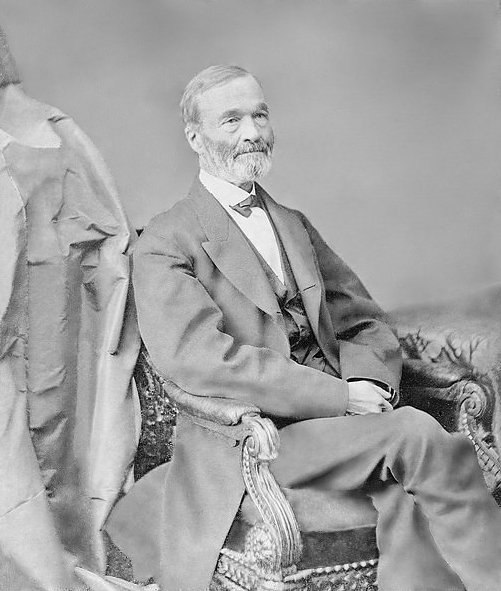
Carey A. Trimble

Carey Allen Trimble (* 13. September 1813 in Hillsboro, Highland County, Ohio; † 4. Mai 1887 in Columbus, Ohio) war ein US-amerikanischer Politiker. Zwischen 1859 und 1863 vertrat er den Bundesstaat Ohio im US-Repräsentantenhaus.

## Werdegang
Carey Trimble besuchte die Pestalostian School in Philadelphia (Pennsylvania) und danach die Stubb’s Classical School in Newport (Kentucky). Im Jahr 1833 absolvierte er die Ohio University in Athens. Danach war er vier Jahre lang als Lehrer tätig. Nach einem Medizinstudium am Cincinnati Medical College und seiner 1836 erfolgten Zulassung als Arzt begann er in Chillicothe in diesem Beruf zu arbeiten. Politisch wurde er später Mitglied der 1854 gegründeten Republikanischen Partei.
Bei den Kongresswahlen des Jahres 1858 wurde Trimble im zehnten Wahlbezirk von Ohio in das US-Repräsentantenhaus in Washington, D.C. gewählt, wo er am 4. März 1859 die Nachfolge des Demokraten Joseph Miller antrat. Nach einer Wiederwahl konnte er bis zum 3. März 1863 zwei Legislaturperioden im Kongress absolvieren. Diese waren von den Ereignissen im unmittelbaren Vorfeld des Bürgerkrieges und ab 1861 vom Krieg selbst geprägt.
Im Jahr 1862 wurde Trimble nicht wiedergewählt. Nach dem Ende seiner Zeit im US-Repräsentantenhaus praktizierte er wieder als Arzt. Später zog er nach Columbus, wo er am 4. Mai 1887 starb. Er wurde in Chillicothe beigesetzt.